# Dorner József
Dorner József (Győr, 1808. november 2. – Pest, 1873. október 9.) botanikus, gyógyszerész, a pesti evangélikus főgimnázium rendes tanára. A növényszövettan (fitohisztológia) egyik hazai úttörője. 1858-tól a Magyar Tudományos Akadémia levelező tagja volt. Botanikai szakmunkákban nevének rövidítése: „Dorner”.

## Élete
Apja Thurner József győri kereskedő, aki 1831. december 21-én a megye nemesi lajstromába vétette föl magát, anyja Schmidt Zsuzsanna.
A gimnázium alsó osztályait szülővárosában járta, majd a soproni főgimnáziumban tanult bölcseletet. 1824–1827 között a soproni Kochmeister-féle gyógyszertárban gyakornokoskodott, majd több évet gyógyszerészsegédként dolgozott Pesten és Pozsonyban. 1831–1832-ben a bécsi tudományegyetemen tanult és gyógyszerészoklevelet szerzett. 1836-ban tehetős apja saját patikát vásárolt neki Pozsonyban, s Dorner négy éven át ennek ügyeit irányította, mígnem 1840-ben a magyar királyi helytartótanács egészségügyi osztályán alkalmazták. 1848-ban a Batthyány-kormány vallás- és közoktatásügyi minisztere, Eötvös József állást ajánlott neki. A szabadságharcot követően a közhivataltól visszavonult, és évekig kizárólag botanikai szenvedélyének élt. 1853-tól a szarvasi gimnázium, 1860-tól haláláig pedig a pesti evangélikus gimnázium természettudomány-tanára volt.

## Munkássága
Növénytani munkássága középpontjában a növények szövettana állt, a hisztológiai vizsgálatokban Láng Adolf Ferenc útmutatásai alapján rendszeresítette a mikroszkóp használatát. Több természettudományos szakcikket és tankönyvet írt, számos növénytani előadást tartott a Magyar Természettudományi Társulatban és az Akadémián.
Már ifjúkorában kapcsolatban állt a pesti Füvészkert felügyelőjével, Rochel Antallal – akivel több kirándulást is tett –, valamint kora neves botanikusaival, Sadler Józseffel és Láng Adolf Ferenccel, 1835-ös bánáti útján pedig Heuffel Jánossal is megismerkedett. Gróf Zichy Jánossal megismerkedve több botanikai gyűjtőutat tett dunántúli tájakra, illetve a stájerországi Schneebergre. Egész életében kapcsolatban állt kora jelesebb magyar és közép-európai botanikusaival, levelezett például a német Heinrich Gottlieb Ludwig Reichenbachhal és fiával, Heinrich Gustavfal. A Magyar Tudományos Akadémia külső tagja, a szintén német Paul Ascherson pedig többször meg is látogatta Dornert, hogy segítségét kérje a magyar nevezéktanban való eligazodáshoz.
Tudományos eredményei elismeréseként 1858. december 15-én a Magyar Tudományos Akadémia levelező tagjává választotta.
Sírja a Fiumei úti sírkertben található (9-4-69). 2006-ig állt sírhalomjelölő keresztje helyére 2007-ben emlékéhez méltó obeliszket állítottak.

## Emlékezete
- Kalchbrenner Károly: Dorner József emléke

## Főbb művei
- Das Banat in topographisch-naturhistorischer Beziehung, mit besonderer Berücksichtigung der Herculesbäder nächst Mehadia und ihrer Umgebungen…, Pressburg, 1839
- Das Ganze der Essigfabrikation theoretisch und praktisch abgehandelt…, Pest, 1841
- Der vollständige Betrieb der Branntweinbrennerei nach allen seinen Verzweigungen, mit ausführlicher Beschreibung der Malz- und Hefenbereitung, des Maischverfahrens…, Pest, 1843
- Die Traubenkrankheit nach den neuesten Erfahrungen und Ergebnissen, Pest, 1853
- Az ásványtan elemei algymnasiumok és alreáliskolák számára, Pest, 1858
- Az állattan elemei a gymnasium és ipartanoda alsóbb osztályai számára I–III., Pest, 1863–1864
- A növénytan elemei a gymnasium és ipartanoda alsóbb osztályai számára, Pest, 1864
- Ásványtan felsőbb tanodák számára, Pest, 1865
- Die cuscuteen der ungarischen Flora, Pest, 1868